# Tranquillityit
Tranquillityit là một khoáng vật silicat có công thức hóa học (Fe2+)8Ti3Zr2 Si3O24. Thành phần chủ yếu của nó là sắt, oxy, silic, zirconi và titan với các tỷ lệ nhỏ hơn gồm ytri và calci. Nó được đặt tên theo Mare Tranquillitatis (biển Tranquility), một địa danh trên Mặt Trăng nơi lấy các mẫu đá chứa nó trong nhiệm vụ của Apollo 11 năm 1969. Mãi cho đến khi phát hiện nó ở Úc năm 2011, nó là khoáng vật sau cùng được mang về Mặt Trăng được xem là độc đáo mà không có bản đối sánh trên Trái Đất.